# Humira Saqib
Humira Saqib (Kabul, 1980) és una periodista afganesa. Activista dels drets de les dones, des dels seus articles a la revista Negah-e-Zan (Una visió de les dones) i de l'Agència de Notícies de la Dona Afganesa, ha protagonitzat protestes contra les formes extremes de l'assetjament a les dones del seu país, de tradició islàmica.
Humira Saqib, nascuda a Kabul (Afganistan) el 1980, està casada i té tres filles. Seguint la tradició del país, es va casar adolescent, però va ser afortunada i, amb el suport del seu marit, va poder completar la seva educació i estudiar Psicologia a la Universitat de Kabul. El maig de 2010 va començar a dirigir la revista Nega-e-Zahn (Una Visió de Dones) amb articles sobre temes predominantment de revista típica femenina, tot i que contenien una crítica dissimulada al Consell religiós de la província de Baghlan. Era una publicació per a les afganeses que sabien llegir, que, segons les Nacions Unides, el 2010 eren menys del 20 per cent. Va rebre insults i pressions de militants radicals i el 2011 la seva filla de deu anys va rebre una ganivetada d'atacants no identificats. Aleshores Saqib i la seva família van marxar a Tadjikistan. El 2013 va tornar a Kabul, però va decidir autocensurar-se i evitar tractar de temes polèmics, especialment relacionats amb la religió.
El juliol de 2021 Saqib va declarar que activistes en favor dels drets humans i les dones van començar a estar en perill quan els Estats Units van decidir retirar les seves tropes de l'Afganistan. L'Agència de Notícies de la Dona Afganesa. que ella dirigeix, va estar inactiva vint dies a causa d'un atac informàtic en el seu web; també van entrar en els seus ordinadors, fins i tots els portàtils, i van rebre molts missatges amb amenaces. Es lamentava que el Govern eludís la seva responsabilitat i l'única cosa que va fer va ser permetre l'ús d'armes. A més, també va criticar el Govern per haver començat converses de pau amb els talibans, un grup terrorista.
El 17 d'agost de 2021, quan les tropes dels talibans estaven de nou instal·lades a Kabul, Saqib va escriure a Twitter que els talibans «[h]an començat els registres casa per casa, especialment en les cases de dones activistes.» Va afirmar que els talibans i les forces extremistes temen el creixement de les dones i que les activistes se sentien atrapades i s'amagaven en cases d'amistats, sense sortir al carrer a causa del risc que corrien.